# Amours et Trahisons
Pour plus de détails, voir Fiche technique et Distribution.
Amours et Trahisons (The Truth About Love) est un film britannique réalisé par John Hay, sorti en 2005.

## Synopsis
Après une soirée arrosée, Archie envoie un message de Saint-Valentin à la femme de son meilleur ami.

## Fiche technique
- Titre : Amours et Trahisons
- Titre original : The Truth About Love
- Réalisation : John Hay
- Scénario : William Johnston, Peter Bloore, Rik Carmichael, John Hay et Colleen Woodcock (écriture additionnelle)
- Musique : Len Arran (en), Skin et Debbie Wiseman
- Photographie : Graham Frake
- Montage : David Martin
- Production : Tracey Adam
- Société de production : Impact Film & TV, Piccadilly Pictures, Lex Filmed Entertainment, Take 3 Partnership et Take Partnership
- Pays :  Royaume-Uni
- Genre : Comédie romantique
- Durée : 100 minutes
- Dates de sortie : 
  -  Corée du Sud : 21 avril 2005
  -  Royaume-Uni : 16 février 2007

## Distribution
- Dougray Scott (VF : Guillaume Orsat) : Archie Gray
- Jennifer Love Hewitt (VF : Sophie Arthuys) : Alice Holbrook
- Branka Katić : Katya
- Jimi Mistry : Sam Holbrook
- Kate Miles : Felicity
- Tom Boyd : Henry
- Karl Howman : Cliff Sharpe
- Simon Webbe : Dan Harlow
- Emma Noble : Sheena Divine
- Andrew Hall : John Stride
- Daniel Martin : Roger
- Goran Kostić : Chris Webb
- Stefan Dennis : Dougie

 Source et légende : version française (VF) sur RS Doublage

## Accueil
Peter Bradshaw pour The Guardian a donné au film la note de 1/5.